# FK Şəmkir
Maillots
Le Shamkir Futbol Klubu (en azéri : Şəmkir Futbol Klubu), plus couramment abrégé en Shamkir FK, est un ancien club azerbaïdjanais de football fondé en 1954 (puis refondé en 2009) et disparu en 2017, et basé dans la ville de Shamkir.

## Historique
- 1954 : fondation du club sous le nom du FK Şəmkir
- 1999 : 1re participation à une Coupe d'Europe (C3, saison 1999/2000)
- 2000 : 1re participation à une Coupe d'Europe (C1, saison 2000/2001)
- 2005 : faillite du club
- 2009 : renaissance du club

## Bilan sportif

### Palmarès
| \| - Championnat d'Azerbaïdjan (3) : - Champion : 1999-00, 2000-01 et 2001-02. - Vice-champion : 1998-99 et 2003-04. - Coupe d'Azerbaïdjan : - Finaliste : 1998-99, 2001-02 et 2003-04. \| \| - Championnat d'Azerbaïdjan de D2 (1) : - Champion : 1994-95. \| |  |                                                               |
| - Championnat d'Azerbaïdjan (3) : - Champion : 1999-00, 2000-01 et 2001-02. - Vice-champion : 1998-99 et 2003-04. - Coupe d'Azerbaïdjan : - Finaliste : 1998-99, 2001-02 et 2003-04.                                                                           |  | - Championnat d'Azerbaïdjan de D2 (1) : - Champion : 1994-95. |

### Bilan européen
Note : dans les résultats ci-dessous, le score du club est toujours donné en premier
| Saison    | Compétition         | Tour              | Club               | Domicile | Extérieur | Total |
| --------- | ------------------- | ----------------- | ------------------ | -------- | --------- | ----- |
| 1999-2000 | Coupe UEFA          | Tour préliminaire | Kryvbass Kryvy Rih | 0 - 2    | 0 - 3     | 0 - 5 |
| 2000-2001 | Ligue des champions | Premier tour Q    | Skonto Riga        | 4 - 1    | 1 - 2     | 5 - 3 |
| 2000-2001 | Ligue des champions | Deuxième tour Q   | Slavia Prague      | 1 - 4    | 0 - 1     | 1 - 5 |
| 2001-2002 | Ligue des champions | Premier tour Q    | Barry Town         | 0 - 1    | 0 - 2     | 0 - 3 |
| 2004-2005 | Coupe UEFA          | Premier tour Q    | FC Tbilissi        | 1 - 4    | 0 - 1     | 1 - 5 |

Légende
- Victoire ou qualification pour le tour suivant
- Match nul
- Défaite ou élimination de la compétition

## Personnalités du club

### Entraîneurs du club
- Ruslan Abbasov

### Anciens joueurs du club
- / Badri Kvaratskhelia (meilleur buteur du championnat azéri en 1999-2000 avec 16 buts)
- Vidadi Rzayev
- Pasha Aliyev
- Rauf Mehdiyev
- Agaselim Miyavadov
- Azer Mammadov
- Aslan Kerimov
- Mahmud Gurbanov
- Pape Samba Ba